# Wola Cyrusowa
Wola Cyrusowa este o arie protejată (sit de importanță comunitară — SCI) din Polonia întinsă pe o suprafață de 92,35 ha, integral pe uscat.

## Localizare
Centrul sitului Wola Cyrusowa este situat la coordonatele 51°52′04″N 19°44′39″E / 51.8679°N 19.7442°E.

## Înființare
Situl Wola Cyrusowa a fost declarat sit de importanță comunitară în octombrie 2009 pentru a proteja 4 specii de animale.

## Biodiversitate
Situată în ecoregiunea continentală, aria protejată conține 2 habitate naturale: Mlaștini împădurite, Păduri aluvionare cu Alnus glutinosa și Fraxinus excelsior (Alno-Padion, Alnion incanae, Salicion albae).
La baza desemnării sitului se află mai multe specii protejate:
- amfibieni (2): buhai de baltă cu burta roșie (Bombina bombina), triton cu creastă (Triturus cristatus)
- mamifere (2): liliac cârn (Barbastella barbastellus), liliac comun (Myotis myotis)